# Faremoutiers
Faremoutiers est une commune française située dans le département de Seine-et-Marne en région Île-de-France.

## Géographie

### Localisation
Faremoutiers est située dans le centre du département de Seine-et-Marne, à environ 50 km à l'est de Paris.

### Communes limitrophes
|                    | Pommeuse           |                |
| La Celle-sur-Morin | Faremoutiers       | Saint-Augustin |
| Hautefeuille       | Pézarches, Touquin | Saints         |

### Géologie et relief
L'altitude de la commune varie de 89 mètres à 132 mètres pour le point le plus haut, le centre du bourg se situant à environ 126 mètres d'altitude (mairie). Elle est classée en zone de sismicité 1, correspondant à une sismicité très faible.

### Hydrographie

#### Réseau hydrographique

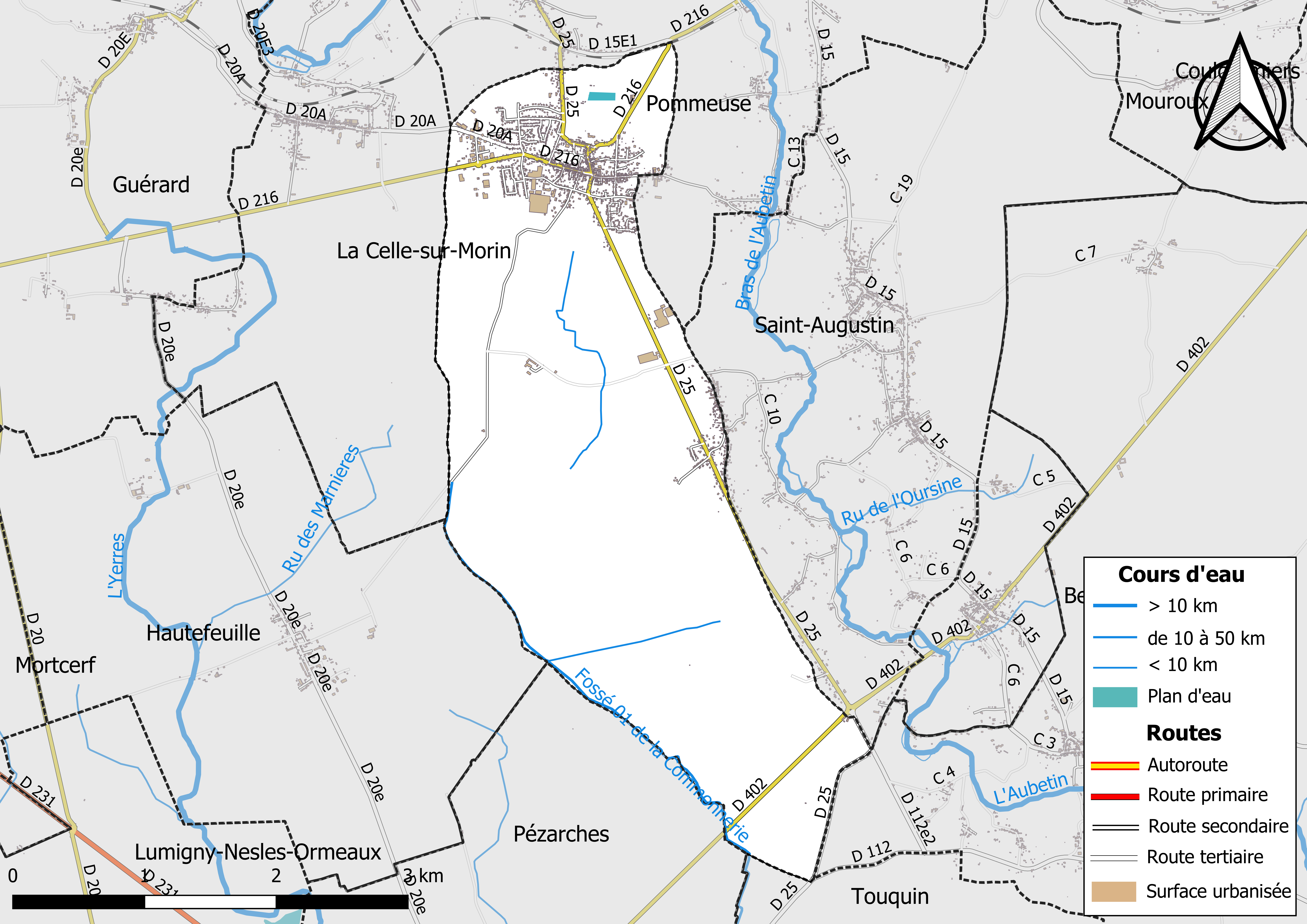
Carte des réseaux hydrographique et routier de Faremoutiers.

Le réseau hydrographique de la commune se compose de  trois cours d'eau référencés :
- le fossé 01 de la Commonnerie ou ru de la Poix, 5,55 km[3], qui conflue avec l’Yerres ;
  - le fossé 02 de la Commune de Faremoutiers, canal de 1,3 km[4], qui conflue avec le fossé 01 de la Commonnerie ;
- le fossé 01 de la Commune de Faremoutiers, canal de 2,1 km[5].

La longueur totale des cours d'eau sur la commune est de 6,3 km.

#### Gestion des cours d'eau
Afin d’atteindre le bon état des eaux imposé par la Directive-cadre sur l'eau du 23 octobre 2000, plusieurs outils de gestion intégrée s’articulent à différentes échelles : le SDAGE, à l’échelle du bassin hydrographique, et le SAGE, à l’échelle locale. Ce dernier fixe les objectifs généraux d’utilisation, de mise en valeur et de protection quantitative et qualitative des ressources en eau superficielle et souterraine. Le département de Seine-et-Marne est couvert par six SAGE, au sein du bassin Seine-Normandie. La commune fait partie de deux SAGE : « Yerres » et « Petit et Grand Morin ».
Le SAGE « Yerres » a été approuvé le 13 octobre 2011. Il correspond au bassin versant de l’Yerres, d'une superficie de 1 017 km2, parcouru par un réseau hydrographique de 450 kilomètres de long environ, répartis entre le cours de l’Yerres et ses affluents principaux que sont : le ru de l'Étang de Beuvron, la Visandre, l’Yvron, le Bréon, l’Avon, la Marsange, la Barbançonne, le Réveillon. Le pilotage et l’animation du SAGE sont assurés par le syndicat mixte pour l’Assainissement et la Gestion des eaux du bassin versant de l’Yerres (SYAGE), qualifié de « structure porteuse ».
Le SAGE « Petit et Grand Morin » a été approuvé le 21 octobre 2016. Il comprend les bassins du Petit Morin (630 km2) et du Grand Morin (1 185 km2). Le pilotage et l’animation du SAGE sont assurés par le syndicat Mixte d'Aménagement et de Gestion des Eaux (SMAGE) des 2 Morin, qualifié de « structure porteuse ».

### Climat
Pour des articles plus généraux, voir Climat de l'Île-de-France et Climat de Seine-et-Marne.
En 2010, le climat de la commune est de type climat océanique dégradé des plaines du Centre et du Nord, selon une étude du CNRS s'appuyant sur une série de données couvrant la période 1971-2000. En 2020, Météo-France publie une typologie des climats de la France métropolitaine dans laquelle la commune est exposée à un climat océanique altéré et est dans la région climatique Nord-est du bassin Parisien, caractérisée par un ensoleillement médiocre, une pluviométrie moyenne régulièrement répartie au cours de l’année et un hiver froid (3 °C).
Pour la période 1971-2000, la température annuelle moyenne est de 10,7 °C, avec une amplitude thermique annuelle de 14,9 °C. Le cumul annuel moyen de précipitations est de 734 mm, avec 11,7 jours de précipitations en janvier et 8 jours en juillet. Pour la période 1991-2020, la température moyenne annuelle observée sur la station météorologique la plus proche, située sur la commune de Mouroux à 4 km à vol d'oiseau, est de 11,3 °C et le cumul annuel moyen de précipitations est de 721,3 mm,. Pour l'avenir, les paramètres climatiques de la commune estimés pour 2050 selon différents scénarios d'émission de gaz à effet de serre sont consultables sur un site dédié publié par Météo-France en novembre 2022.
| Mois                                  | jan.            | fév.           | mars           | avril         | mai           | juin         | jui.          | août          | sep.          | oct.            | nov.            | déc.             | année      |
| ------------------------------------- | --------------- | -------------- | -------------- | ------------- | ------------- | ------------ | ------------- | ------------- | ------------- | --------------- | --------------- | ---------------- | ---------- |
| Température minimale moyenne (°C)     | 1,3             | 1,6            | 3,5            | 5,7           | 9,2           | 12,1         | 13,6          | 13,5          | 10,6          | 8,1             | 4,5             | 2,1              | 7,1        |
| Température moyenne (°C)              | 3,7             | 4,6            | 7,5            | 10,6          | 14,2          | 17,3         | 19,3          | 19,2          | 15,9          | 12              | 7,2             | 4,4              | 11,3       |
| Température maximale moyenne (°C)     | 6               | 7,7            | 11,5           | 15,6          | 19,1          | 22,4         | 25            | 25            | 21,1          | 15,8            | 9,9             | 6,7              | 15,5       |
| Record de froid (°C) date du record   | −14,4 07.01.09  | −11,8 04.02.12 | −10,1 13.03.13 | −3,9 08.04.03 | 0,4 24.05.13  | 3,3 04.06.01 | 6,1 04.07.08  | 4,7 26.08.18  | 2,3 25.09.02  | −3,7 29.10.1997 | −9,4 24.11.1998 | −11,4 31.12.1996 | −14,4 2009 |
| Record de chaleur (°C) date du record | 15,5 05.01.1999 | 18,8 24.02.21  | 24,8 31.03.21  | 28,5 20.04.18 | 31,2 28.05.17 | 36 27.06.11  | 41,1 25.07.19 | 38,9 12.08.03 | 34,8 09.09.23 | 27,8 01.10.11   | 22,1 07.11.15   | 16,4 07.12.00    | 41,1 2019  |
| Précipitations (mm)                   | 57,9            | 55,9           | 52,6           | 44,6          | 62,4          | 61,2         | 61,9          | 63,3          | 50,6          | 65,8            | 65,3            | 79,8             | 721,3      |

### Milieux naturels et biodiversité

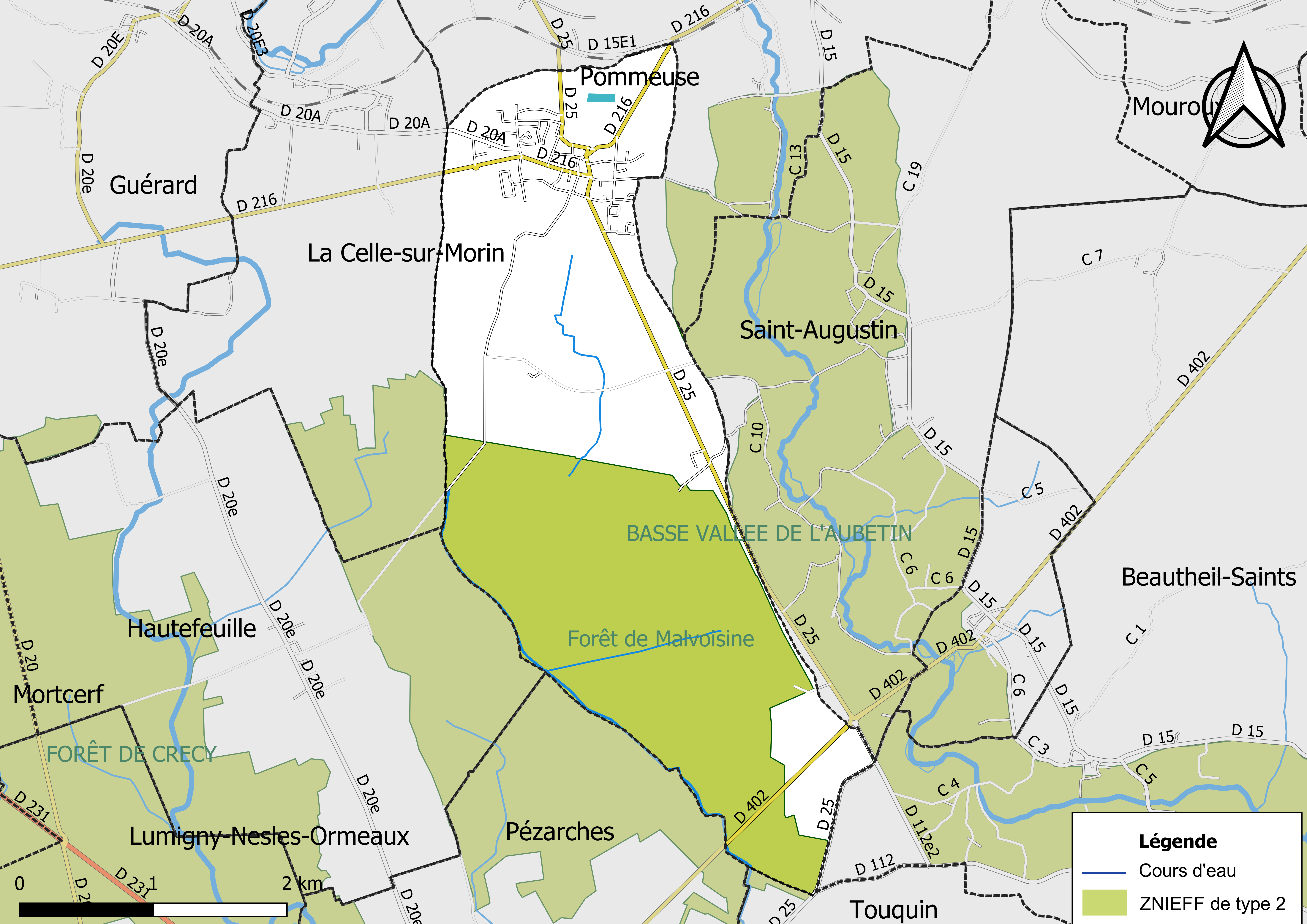
Carte des ZNIEFF de type 2 localisées sur la commune.

L’inventaire des zones naturelles d'intérêt écologique, faunistique et floristique (ZNIEFF) a pour objectif de réaliser une couverture des zones les plus intéressantes sur le plan écologique, essentiellement dans la perspective d’améliorer la connaissance du patrimoine naturel national et de fournir aux différents décideurs un outil d’aide à la prise en compte de l’environnement dans l’aménagement du territoire.
Le territoire communal de Faremoutiers comprend une ZNIEFF de type 2,,, 
la « Forêt de Malvoisine » (994,15 ha), couvrant 5 communes du département.

## Urbanisme

### Typologie
Au 1er janvier 2024, Faremoutiers est catégorisée ceinture urbaine, selon la nouvelle grille communale de densité à sept niveaux définie par l'Insee en 2022.
Elle appartient à l'unité urbaine de Coulommiers, une agglomération intra-départementale regroupant six  communes, dont elle est une commune de la banlieue,,. Par ailleurs la commune fait partie de l'aire d'attraction de Paris, dont elle est une commune de la couronne,. Cette aire regroupe 1 929 communes,.

### Lieux-dits et écarts
La commune compte 43 lieux-dits administratifs répertoriés consultables ici (source : le fichier Fantoir).

### Occupation des sols
L'occupation des sols de la commune, telle qu'elle ressort de la base de données européenne d’occupation biophysique des sols Corine Land Cover (CLC), est marquée par l'importance des forêts et milieux semi-naturels (51,1 % en 2018), une proportion identique à celle de 1990 (51,1 %). La répartition détaillée en 2018 est la suivante : 
forêts (51,1 %), terres arables (37,5 %), zones urbanisées (11 %), zones agricoles hétérogènes (0,4 %).
Parallèlement, L'Institut Paris Région, agence d'urbanisme de la région Île-de-France, a mis en place un inventaire numérique de l'occupation du sol de l'Île-de-France, dénommé le MOS (Mode d'occupation du sol), actualisé régulièrement depuis sa première édition en 1982. Réalisé à partir de photos aériennes, le Mos distingue les espaces naturels, agricoles et forestiers mais aussi les espaces urbains (habitat, infrastructures, équipements, activités économiques, etc.) selon une classification pouvant aller jusqu'à 81 postes, différente de celle de Corine Land Cover,,. L'Institut met également à disposition des outils permettant de visualiser par photo aérienne l'évolution de l'occupation des sols de la commune entre 1949 et 2018.

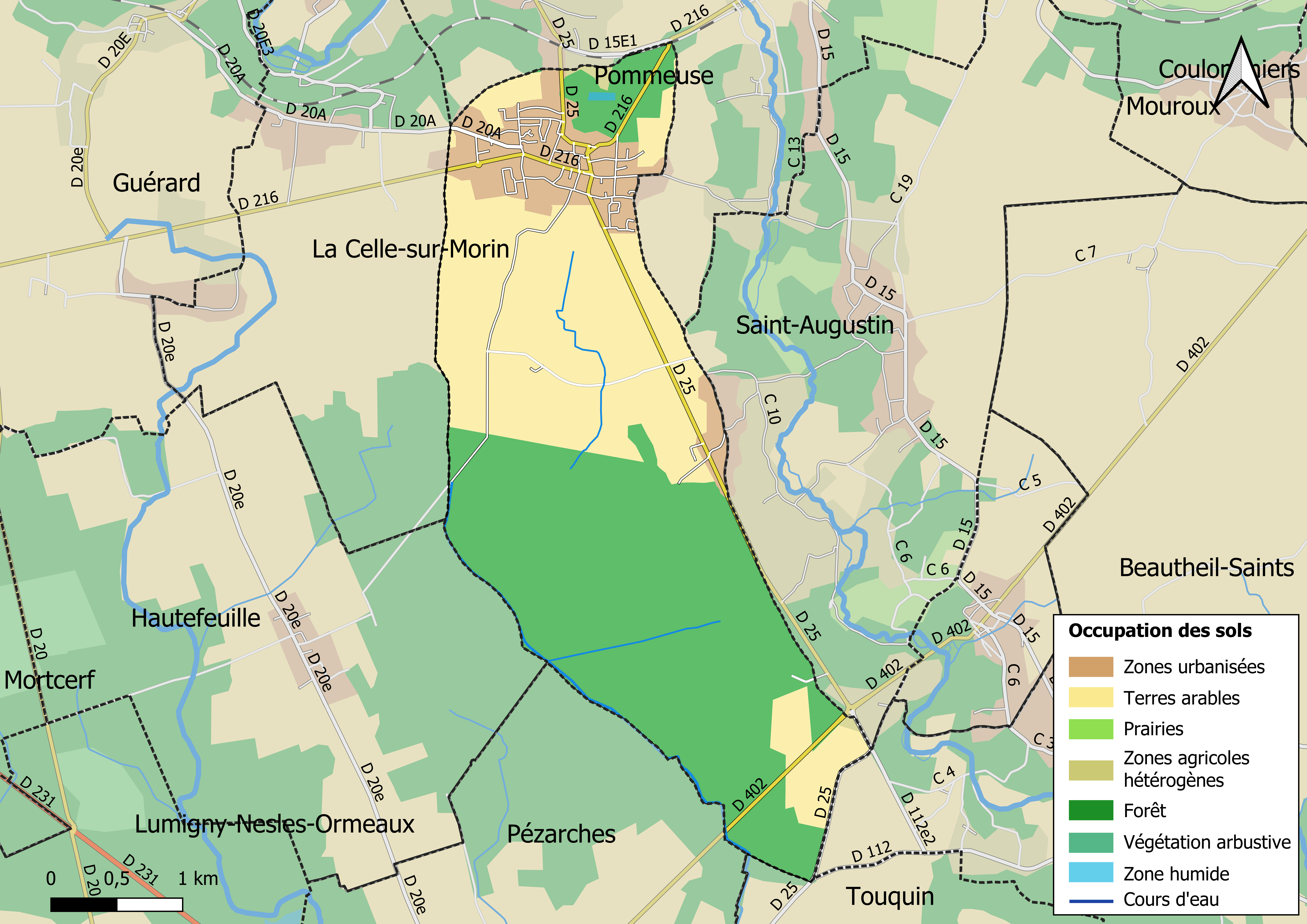
Carte des infrastructures et de l'occupation des sols en 2018 (CLC) de la commune.
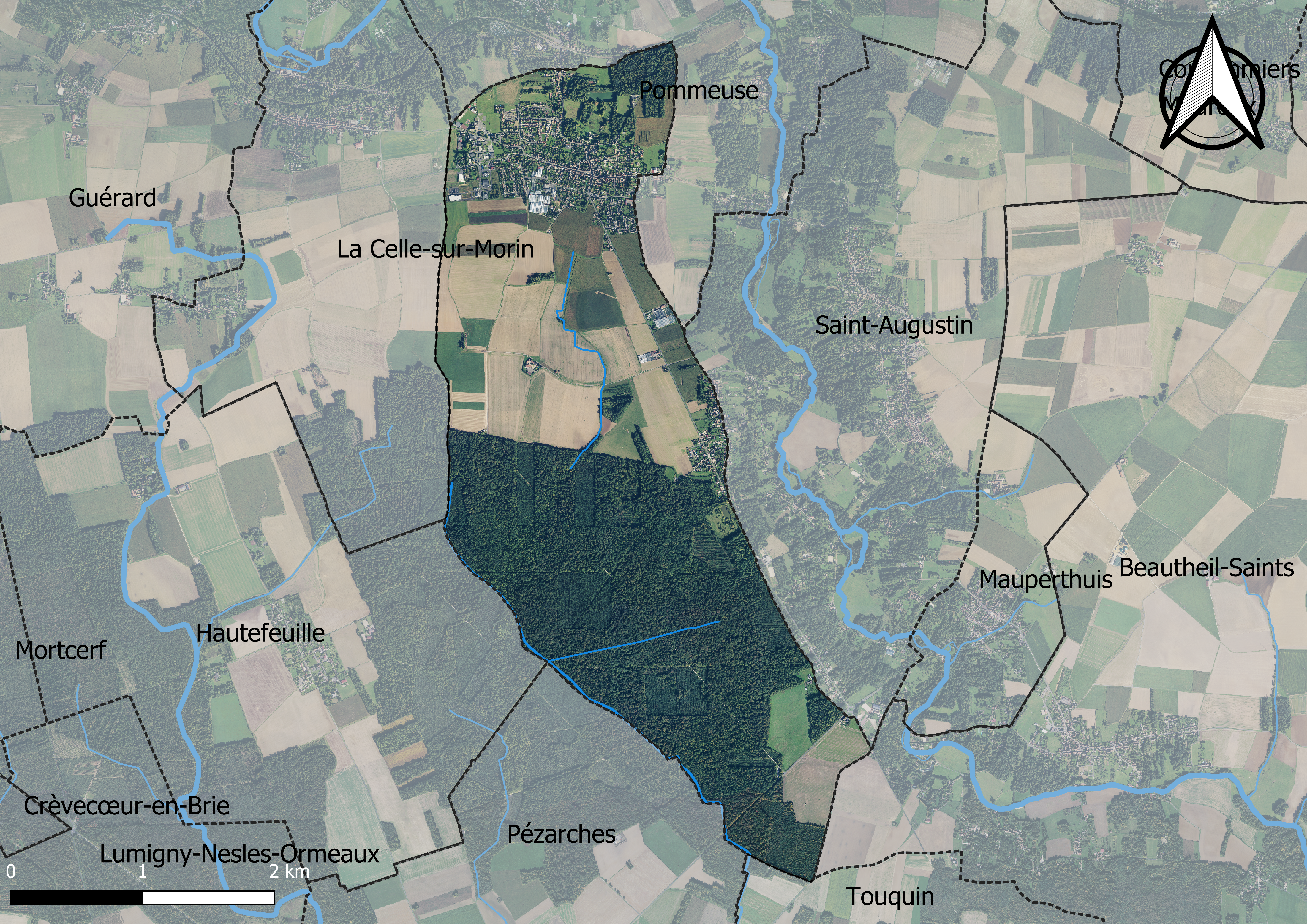
Carte orhophotogrammétrique de la commune.

### Planification
La loi SRU du 13 décembre 2000 a incité les communes à se regrouper au sein d’un établissement public, pour déterminer les partis d’aménagement de l’espace au sein d’un SCoT, un document d’orientation stratégique des politiques publiques à une grande échelle et à un horizon de 20 ans et s'imposant aux documents d'urbanisme locaux, les PLU (Plan local d'urbanisme). La commune est dans le territoire du SCOT du Bassin de vie de Coulommiers, approuvé le 11 juillet 2013 et porté par le syndicat intercommunal d’étude et de programmation (SIEP) de Coulommiers.
La commune disposait en 2019 d'un plan local d'urbanisme approuvé. Le zonage réglementaire et le règlement associé peuvent être consultés sur le Géoportail de l'urbanisme.

### Logement
En 2016, le nombre total de logements dans la commune était de 1 175 dont 82,3 % de maisons et 17,6 % d'appartements.
Parmi ces logements, 88,9 % étaient des résidences principales, 1,4 % des résidences secondaires et 9,7 % des logements vacants.
La part des ménages fiscaux propriétaires de leur résidence principale s'élevait à 75,9 % contre 22 % de locataires dont, 4,6 % de logements HLM loués vides (logements sociaux) et, 2,1 % logés gratuitement.

### Voies de communication et transports
La  gare de Faremoutiers - Pommeuse se trouve sur la branche sud de la ligne du Transilien P (Paris → Coulommiers), entre les gares de Guérard - La Celle-sur-Morin et de Mouroux.

## Toponymie
Le nom de la localité est mentionné sous les formes Monasterium Eboriacum, Locum Eboriacum in pago Briegio en 632 ; Evoriacae vel sanctae Farae monasterium au VIIe siècle ; Ex Feramonasterio quod consistit in comitatu Melciano en 840 ; Coenobium Sanctae Farae virginis en 999 (Clarius) ; Quod antiquitus Eboriacus vocabatur, nunc vero Farae monasterium en 1145 ; Farense monasterium en 1168 ; Pharemonasterium en 1183 ; Monasterium Sanctae Farae in Brigeso au XIIe siècle (Clarius) ; In pago Meldensi predium quod antiquitus Eboriacus vocabatur, nunc vero Faremonasterium en 1210 ; Pharemonasterii ecclesia en 1212 ; Pharenmoutier en 1285 ; Fares monasterium en 1299 ; Farremoustier en 1455.
Son nom vient de Fare, nom d'une abbesse qui a fondé l'abbaye de Faremoutiers au VIIe siècle et de Moustier signifiant monastère.

## Histoire
Siège d'un monastère double fondé vers 620 par sainte Fare (voir abbaye de Faremoutiers), l'endroit se nommait alors floriacum en latin.
Fare était la fille de Hagueric, qui accueillit saint Colomban à son arrivée à la cour de Théodoric II, et l'emmena dans le diocèse de Soissons où il rencontra la famille de saint Ouen, chef du conseil de Thibert roi d'Austrasie. Dispersée à la Révolution, la communauté religieuse se reforma en 1931.
Au cours de la Révolution française, la commune porte le nom de Mont-l'Égalité.

## Politique et administration

### Rattachements administratifs et électoraux
La commune se trouve depuis 1951 dans l'arrondissement de Meaux du département de Seine-et-Marne. Pour l'élection des députés, elle fait partie depuis 1988 de la cinquième circonscription de Seine-et-Marne.
Chef-lieu du canton de Faremoutiers de 1793 à 1801, la commune fait partie de 1801 à 1951 du canton de Rozay-en-Brie, année où elle intègre le canton de Coulommiers. Dans le cadre du redécoupage cantonal de 2014 en France, elle est désormais intégrée au Fontenay-Trésigny.

### Intercommunalité
La commune était membre fondatrice de la petite communauté de communes de la Brie des moulins créée en 1997.
Dans le cadre des dispositions de la loi portant nouvelle organisation territoriale de la République (Loi NOTRe) du 7 août 2015, qui prévoit que les établissements publics de coopération intercommunale (EPCI) à fiscalité propre doivent avoir un minimum de 15 000 habitants (et 5 000 habitants en zone de montagnes), cette intercommunalité fusionne le 1er janvier 2017 au sein de la communauté de communes du Pays de Coulommiers.
Toutefois, celle-ci souhaitant elle-même  sa fusion avec la communauté de communes du Pays fertois afin d'augmenter les ressources de cette la nouvelle structure, qui prendrait le statut de communauté d'agglomération et bénéficierait à ce titre de dotations plus élevées de l'État, tout en ayant une possibilité de négociation plus équilibrée avec Val d'Europe Agglomération et la communauté d'agglomération du pays de Meaux,.
Cette fusion intervient le 1er janvier 2018 et la commune est désormais membre de la communauté d'agglomération Coulommiers Pays de Brie.

### Liste des maires
| Période                                  | Période                       | Identité        | Étiquette    | Qualité |
| ---------------------------------------- | ----------------------------- | --------------- | ------------ | --- |
| Les données manquantes sont à compléter. |                               |                 |              | |
| octobre 1944                             | ?                             | Kléber Massoul  |              | Nommé maire par arrêté préfectoral |
| mai 1945                                 | mars 1959                     | Ernest Blondel  |              | |
| mars 1959                                | mars 1965                     | Kléber Massoul  |              | Inspecteur au service financier d'Air France |
| mars 1965                                | 1973                          | Robert Martin   |              | |
| 1973                                     | juillet 1998 (démission)      | Julien Morin    | RPR          | Chef de travaux retraité Conseiller général de Coulommiers (1982 → 1998) Vice-président du conseil général de Seine-et-Marne (1994 → 1998) Suppléant du député Guy Drut (1988 → 1993)                                          |
| juillet 1998                             | mars 2014                     | Michel Commanay | RPR puis UMP | Technicien DDE |
| mars 2014                                | En cours (au 23 février 2016) | Nicolas Caux    | UMP-LR       | Directeur d'usine Vice-président de la CC de la Brie des Moulins (2014 → 2016) Vice-président de la CC du Pays de Coulommiers (2017) Vice-président de la CA Coulommiers Pays de Brie (2017 → ) Réélu pour le mandat 2020-2026 |

## Équipements et services

### Eau et assainissement
L’organisation de la distribution de l’eau potable, de la collecte et du traitement des eaux usées et pluviales relève des communes. La loi NOTRe de 2015 a accru le rôle des EPCI à fiscalité propre en leur transférant cette compétence. Ce transfert devait en principe être effectif au 1er janvier 2020, mais la loi Ferrand-Fesneau du 3 août 2018 a introduit la possibilité d’un report de ce transfert au 1er janvier 2026,.

#### Assainissement des eaux usées
En 2020, la gestion du service d'assainissement collectif de la commune de Faremoutiers est assurée par la communauté d'agglomération Coulommiers Pays de Brie (CACPB) pour la collecte, le transport et la dépollution. Ce service est géré en délégation par une entreprise privée, dont le contrat arrive à échéance le 30 septembre 2020,,.
L’assainissement non collectif (ANC) désigne les installations individuelles de traitement des eaux domestiques qui ne sont pas desservies par un réseau public de collecte des eaux usées et qui doivent en conséquence traiter elles-mêmes leurs eaux usées avant de les rejeter dans le milieu naturel. La communauté d'agglomération Coulommiers Pays de Brie (CACPB) assure pour le compte de la commune le service public d'assainissement non collectif (SPANC), qui a pour mission de vérifier la bonne exécution des travaux de réalisation et de réhabilitation, ainsi que le bon fonctionnement et l’entretien des installations. Cette prestation est déléguée à la SAUR,.

#### Eau potable
En 2020, l'alimentation en eau potable est assurée par le syndicat de l'Eau de l'Est seine-et-marnais (S2E77) qui gère le service en régie,,.

## Population et société

### Démographie
Les habitants sont appelés les Faremontais.
L'évolution du nombre d'habitants est connue à travers les recensements de la population effectués dans la commune depuis 1793. Pour les communes de moins de 10 000 habitants, une enquête de recensement portant sur toute la population est réalisée tous les cinq ans, les populations de référence des années intermédiaires étant quant à elles estimées par interpolation ou extrapolation. Pour la commune, le premier recensement exhaustif entrant dans le cadre du nouveau dispositif a été réalisé en 2007.

En 2022, la commune comptait 3 035 habitants, en évolution de +10,32 % par rapport à 2016 (Seine-et-Marne : +3,92 %, France hors Mayotte : +2,11 %).
| 1793  | 1800 | 1806  | 1821 | 1831  | 1836 | 1841 | 1846 | 1851 |
| ----- | ---- | ----- | ---- | ----- | ---- | ---- | ---- | ---- |
| 1 200 | 960  | 1 058 | 974  | 1 018 | 968  | 930  | 930  | 972  |

| 1856 | 1861 | 1866 | 1872 | 1876 | 1881 | 1886 | 1891 | 1896 |
| ---- | ---- | ---- | ---- | ---- | ---- | ---- | ---- | ---- |
| 879  | 976  | 963  | 882  | 860  | 889  | 923  | 843  | 852  |

| 1901 | 1906 | 1911 | 1921 | 1926 | 1931 | 1936 | 1946 | 1954 |
| ---- | ---- | ---- | ---- | ---- | ---- | ---- | ---- | ---- |
| 868  | 895  | 868  | 851  | 903  | 840  | 861  | 876  | 904  |

| 1962  | 1968  | 1975  | 1982  | 1990  | 1999  | 2006  | 2007  | 2012  |
| ----- | ----- | ----- | ----- | ----- | ----- | ----- | ----- | ----- |
| 1 028 | 1 088 | 1 248 | 1 461 | 1 849 | 2 287 | 2 386 | 2 402 | 2 496 |

| 2017  | 2022  | - | - | - | - | - | - | - |
| ----- | ----- | - | - | - | - | - | - | - |
| 2 822 | 3 035 | - | - | - | - | - | - | - |

### Police - Gendarmerie
Faremoutiers dépend[Quand ?] de la brigade territoriale autonome de la gendarmerie nationale de Mortcerf.

### Sapeurs-Pompiers
Faremoutiers dépend[Quand ?] du centre d'intervention et de secours de Faremoutiers.

### Événements
- Finale de la coupe de France des Clubs de Force athlétique les 3 et 4 mai 2008
- La ville de Coulommiers et les communes environnantes (Mouroux, Boissy-le-Châtel, Aulnoy, Chailly-en-Brie, Chauffry, Faremoutiers, Pommeuse, Giremoutiers, Saint-Germain-sous-Doue) ont été choisies pour être les premières à passer au tout numérique pour la diffusion de la télévision hertzienne. Depuis le 8 novembre 2008, l'émetteur de Mouroux, site des Parrichets, diffuse la TNT. L'extinction du signal analogique a eu lieu le 5 février 2009[68].

## Économie

### Revenus de la population et fiscalité
En 2019, le nombre de ménages fiscaux de la commune était de 1 140 (dont 67 % imposés), représentant 3 002 personnes et la  médiane du revenu disponible par unité de consommation  de 23 990 euros, le 1er décile étant de 15 120 euros avec un rapport interdécile de 2,4.

### Emploi
En 2018, le nombre total d’emplois dans la zone était de 590, occupant 1 351 actifs  résidants (dont 13,9 % dans la commune de résidence et 86,1 % dans une commune autre que la commune de résidence).
Le taux d'activité de la population (actifs ayant un emploi) âgée de 15 à 64 ans s'élevait à 71,3 % contre un taux de chômage de 7 %.
Les 21,8 % d’inactifs se répartissent de la façon suivante : 10,6 % d’étudiants et stagiaires non rémunérés, 6 % de retraités ou préretraités et 5,2 % pour les autres inactifs.

### Secteurs d'activité

#### Entreprises et commerces
Au 31 décembre 2019, le nombre d’unités légales et d’établissements (activités marchandes hors agriculture) par secteur d'activité était de 221 dont 14 dans l’industrie manufacturière, industries extractives et autres, 46 dans la construction, 56 dans le commerce de gros et de détail, transports, hébergement et restauration, 4 dans l’Information et communication, 10 dans les activités financières et d'assurance, 7 dans les activités immobilières, 36 dans les activités spécialisées, scientifiques et techniques et activités de services administratifs et de soutien, 24 dans l’administration publique, enseignement, santé humaine et action sociale et 24 étaient relatifs aux autres activités de services.
En 2020, 40 entreprises ont été créées sur le territoire de la commune, dont 25 individuelles.
Au 1er janvier 2021, la commune ne disposait pas d’hôtel et de terrain de camping.

#### Agriculture
Faremoutiers est dans la petite région agricole dénommée les « Vallées de la Marne et du Morin », couvrant les vallées des deux rivières, en limite de la Brie. En 2010, l'orientation technico-économique de l'agriculture sur la commune est la polyculture et le polyélevage.
Si la productivité agricole de la Seine-et-Marne se situe dans le peloton de tête des départements français, le département enregistre un double phénomène de disparition des terres cultivables (près de 2 000 ha par an dans les années 1980, moins dans les années 2000) et de réduction d'environ 30 % du nombre d'agriculteurs dans les années 2010. Cette tendance n'est pas confirmée au niveau de la commune qui voit le nombre d'exploitations rester constant entre 1988 et 2010. Parallèlement, la taille de ces exploitations augmente, passant de 42 ha en 1988 à 86 ha en 2010.
Le tableau ci-dessous présente les principales caractéristiques des exploitations agricoles de Faremoutiers, observées sur une période de 22 ans : 
|                                      | 1988 | 2000 | 2010 |
| ------------------------------------ | ---- | ---- | ---- |
| Dimension économique,                |      |      |      |
| Nombre d’exploitations (u)           | 7    | 7    | 7    |
| Travail (UTA)                        | 20   | 35   | 52   |
| Surface agricole utilisée (ha)       | 294  | 420  | 602  |
| Cultures                             |      |      |      |
| Terres labourables (ha)              | 274  | 407  | 588  |
| Céréales (ha)                        | 175  | 251  | 395  |
| dont blé tendre (ha)                 | 123  | 176  | s    |
| dont maïs-grain et maïs-semence (ha) | 25   | 26   | 93   |
| Tournesol (ha)                       | s    | s    | s    |
| Colza et navette (ha)                | 18   | 48   | 59   |
| Élevage                              |      |      |      |
| Cheptel (UGBTA)                      | 53   | 2    | 3    |

## Culture locale et patrimoine

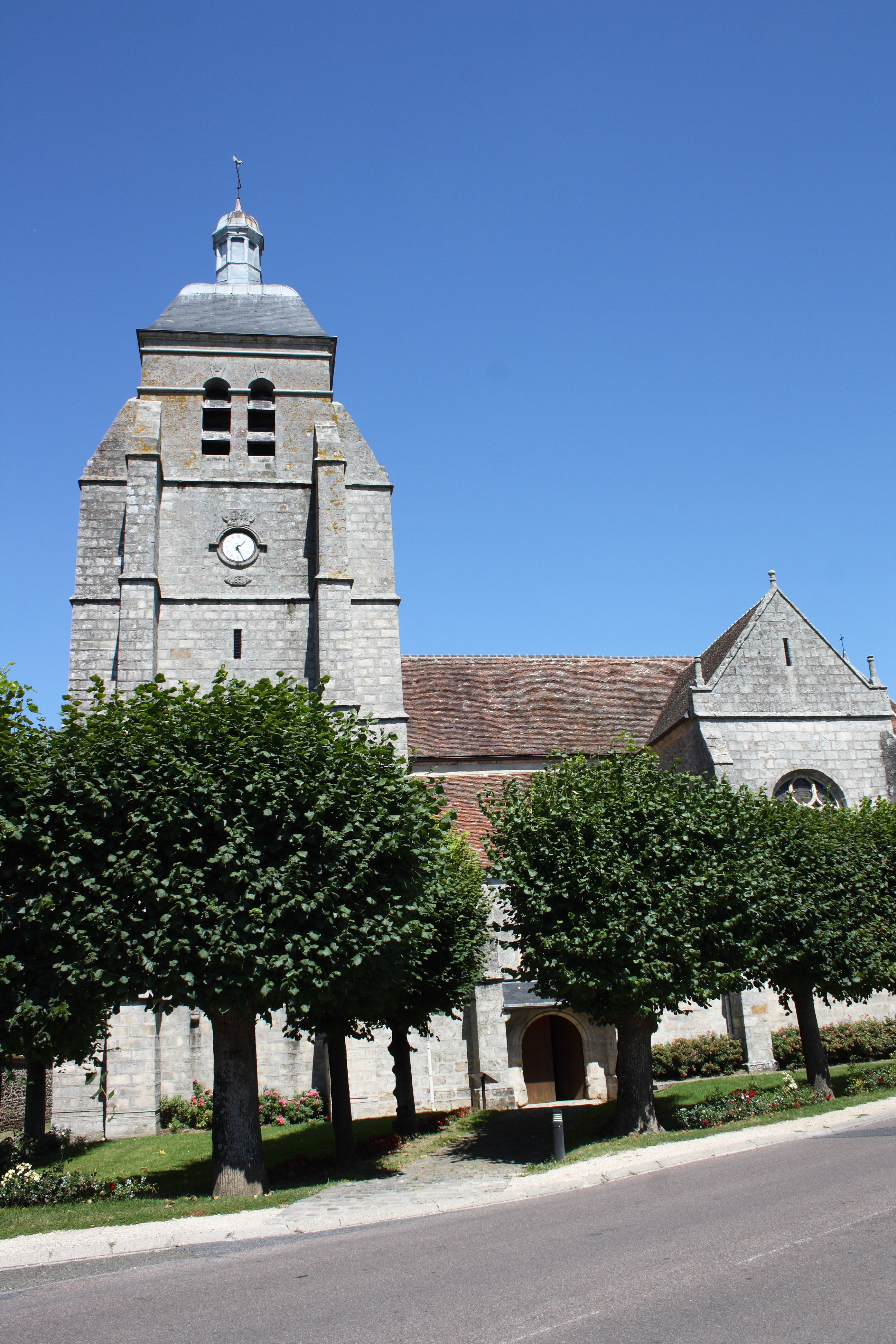
L'église Saint-Sulpice.

### Monuments et lieux remarquables
La commune compte six monuments répertoriés à l'inventaire des monuments historiques (Base Mérimée) :
- Abbaye de Faremoutiers[77] ;
- Château des Tourelles[78] ;
- Presbytère[79] ;
- Maison Rustica[80] ;
- Château Sainte-Fare[81] ;
- Église Saint-Sulpice  Inscrit MH[82], 2e moitié du XIIe siècle, XIIIe siècle, 2e quart du XVIe siècle - année 1538.

### Autres lieux et monuments
- Monument aux morts 1914-1918 par le sculpteur Paul Niclausse.

### Personnalités liées à la commune
- Sainte Fare, VIIe siècle, fondatrice du monastère double de Faremoutiers, qui donne son nom à la commune.
- Sainte Sæthryth ou Sédride, moniale à l’abbaye de Faremoutiers.
- Louis Thomas Marchant (1756-1824), général de brigade de la Révolution, né et mort à Faremoutiers.
- Étienne Jean-François Cordellier-Delanoüe (1767-1845).
- François Bréda, écrivain roumain francophone, essayiste et poète d'expression hongroise, maître de conférences à l'université Babeş-Bolyai de Cluj-Napoca. En 1986, il était professeur de langue et littérature françaises au collège public de la commune.
- Paul Niclausse (1879-1958), sculpteur et médailleur français de style Art déco, a vécu à Faremoutiers.
- Pierre Boucher (1908-2000), photographe français, mort à Faremoutiers.

### Héraldique
| Blason de Faremoutiers | Blason  | De gueules à trois épis de blé d’argent posés en pal et sautoir, au chef d’azur chargé d’une fleur de lys d’or accostée de deux crosses affronté du même. |
| Blason de Faremoutiers | Détails | |